# Stewartia rubiginosa
Stewartia rubiginosa är en tvåhjärtbladig växtart som beskrevs av Hung T. Chang. Stewartia rubiginosa ingår i släktet Stewartia och familjen Theaceae. Utöver nominatformen finns också underarten S. r. damingshanica.